# Daniela Amodei
Daniela Amodei, född 7 september 1986 i San Francisco i Kalifornien i USA, är en amerikansk AI-företagsledare. Hon är medgrundare av och vd för Anthropic, företaget bakom språkmodellserien Claude. 
Daniela Amodei är son till den italiensk-amerikanske läderhantverkaren Riccardo Amodei och bibliotekarien Elena Engel. Han är yngre syster till Dario Amodei. Hon växte upp i San Francisco och studerade engelskspråkig litteratur på University of California, Santa Cruz, där hon tog en kandidatexamen. Hon arbetade 2013–2018 på investmentföretaget Stripe i San Francisco och 2018–2020 på OpenAI. Hon och hennes bror Dario grundade 2021 Anthropic tillsammans med andra tidigare medarbetare på OpenAI.
Daniela Amodei gifte sig 2017 med Holden Karnofsky, medgrundare till välgörenhetsstiftelsen Open Philanthropy.